# Sérgio Silva
Sérgio Alberto Chacim Beja da Graça Silva, meglio noto come Sérgio Silva (Alverca do Ribatejo, 5 giugno 1974), è un allenatore di hockey su pista ed ex hockeista su pista portoghese, allenatore del Follonica. .

## Palmarès

### Giocatore

#### Club

##### Titoli nazionali
- Campionato portoghese: 3

Barcelos: 1995-1996, 2000-2001
Benfica: 2011-2012
- Coppa del Portogallo: 2

Barcelos: 2002-2003, 2003-2004
- Supercoppa del Portogallo: 2

Barcelos: 1999, 2003
- Campionato italiano: 4

Follonica: 2005-2006, 2006-2007
Bassano: 2008-2009
Valdagno: 2012-2013
- Coppa Italia: 4

Follonica: 2005-2006, 2006-2007
Valdagno: 2012-2013
Breganze: 2014-2015
- Supercoppa italiana: 4

Follonica: 2005, 2006
Bassano: 2007
Valdagno: 2012

##### Titoli internazionali
- CERH European League: 1

Follonica: 2005-2006
- Coppa CERS/WSE: 1

Barcelos: 1994-1995
- Supercoppa d'Europa/Coppa Continentale: 1

Benfica: 2011-2012
- Coppa Intercontinentale: 1

Follonica: 2007

### Nazionale
- Campionato mondiale: 1

Oliveira de Azeméis 2003

### Allenatore
- Supercoppa italiana: 1

Follonica: 2024